# Herbert Raggautz
Herbert Raggautz (* 5. April 1928; † 23. Juli 2019) war ein österreichischer Bauingenieur, Beamter (Oberamtsrat) und Fußballfunktionär.

## Leben
Herbert Raggautz wurde am 5. April 1928 geboren und absolvierte nach der allgemeinen Schulbildung eine Ausbildung zum Bauingenieur. Als solcher war er in weiterer Folge jahrzehntelang bei der Stadtgemeinde Wolfsberg beschäftigt. Ab dem Jahre 1951 gehörte der damals 23-Jährige zum Vorstand des Kärntner Fußballverbands und fungierte in der Saison 1953/54 erstmals als Obmannstellvertreter der Unterliga. Nachdem er in der darauffolgenden Spielzeit 1954/55 zum Obmann der Unterliga aufgestiegen war, war abermals eine Saison später (1955/56) wieder der stellvertretende Obmann der Unterliga. 1957 stieg er endgültig zum Obmann auf und hatte diese Position bis 1960 inne. Ab dem 26. Februar 1961 war er Vizepräsident des Verbandes und stieg in diesem am 23. Mai 1964 zum Präsidenten auf. Dieses Amt übte er in weiterer Folge über einen Zeitraum von 36 Jahren bis April 1999 aus. In weiterer Folge wurde er ein Jahr später zum Ehrenpräsidenten des Kärntner Fußballverbands ernannt. Bereits im Besitz des Silbernen Verdienstzeichens des Verbands, erhielt er im Jahre 2001 auch das Goldene Verdienstband des KFV.
Neben seiner Tätigkeit im Kärntner Fußballverband war Raggautz in verschiedenen Funktionen auch für den ATSV Wolfsberg tätig. So übte bei diesem lange Jahre die Funktionen des Kassiers, Geschäftsführers und Sektionsleiters aus. Des Weiteren war er vor allem ab den 1970er Jahren verstärkt im Österreichischen Fußball-Bund (ÖFB) aktiv. Ab 11. April 1975 war er unter anderem Vorsitzender des Rechtsmittelsenats des ÖFB. Bereits ab 1966 (bis 1999) gehörte er zum ÖFB-Bundesvorstand und war von 1968 bis 1999 Teil des ÖFB-Präsidiums. Hinzu kam noch die Arbeit in zahlreichen ÖFB-Kommissionen. Im Jahre 1982 beerbte er zusammen mit Heinz Gerö, der bereits von 1970 bis 1976 in diesem Amt war, Karl Sekanina als Präsident des Österreichischen Fußball-Bundes. Das Gespann Raggautz–Gerö war daraufhin bis 1984 interimistisch als geschäftsführende ÖFB-Vizepräsidenten tätig, ehe Beppo Mauhart die Präsidentschaft der Vereinigung der Fußball-Landesverbände Österreichs und der Österreichischen Fußball-Bundesliga übernahm. Danach stand der Lavanttaler dem ÖFB weiterhin als Vizepräsident zur Seite. Am 11. April 1999 wurden, sowohl Sekanina, als auch Raggautz, zu ÖFB-Ehrenpräsidenten ernannt. Aufgrund seiner herausragenden Leistungen war er davor bereits Träger des Silbernen und des Goldenen Ehrenzeichens des Österreichischen Fußball-Bunds.
Am 23. Juli 2019 starb Raggautz im Alter von 91 Jahren und wurde am 3. August 2019 an der Seite seiner Frau Irmgard (1927–1994) und seiner Tochter Ilse (1955–2017) im Familiengrab am Stadtfriedhof III (Gruppe N, Nr. 40) in Wolfsberg beerdigt. Er hinterließ zwei Brüder, sowie einen Sohn samt Familien.